# Josef Lev
Pour les articles homonymes, voir Lev.
Josef Lev, né le 1er mai 1832 à Sazená et mort le 16 mars 1898 à Prague, est un baryton.

## Biographie
Josef Lev naît le 1er mai 1832 à Sazená.
En 1854, il se rend à Vienne. Après avoir chanté pendant une dizaine d'années dans le chœur de l'opéra de Vienne, il rejoint la compagnie en 1864 et se fait immédiatement remarquer en tant que chanteur aux talents exceptionnels.
Il crée plus de soixante-dix rôles clés sur la scène tchèque. Il est marié deux fois.
Il meurt le 16 mars 1898 à Prague.